# Virgil (Dakota del Sud)
Virgil è un centro abitato (town) degli Stati Uniti d'America, situato nella Contea di Beadle nello Stato del Dakota del Sud. La popolazione era di 16 abitanti al censimento del 2010.

## Storia
La città di Virgil fu progettata a partire dai primi anni dell'1880 quando la ferrovia fu estesa fino a quel punto. La città prende il nome dall'antico poeta romano Virgilio.

## Geografia fisica
Virgil è situata a 44°17′25″N 98°25′38″W (44.290237, -98.427107).
Secondo lo United States Census Bureau, ha un'area totale di 1,00 miglia quadrate (2,59 km²).

## Società

### Evoluzione demografica
Secondo il censimento del 2010, c'erano 16 persone.

### Etnie e minoranze straniere
Secondo il censimento del 2010, la composizione etnica della città era formata dal 100,0% di bianchi.